# Ektopodon
Ektopodon — це вимерлий рід сумчастих і є типовим родом Ektopodontidae, який зустрічався в лісистих середовищах Південної Австралії, Квінсленда й Вікторії. Останній вид цієї групи вимер на початку плейстоцену (між 2,588 мільйонами років тому і 781 000 роками тому). Його маса тіла оцінювалася приблизно в 1300 грамів. Вчені вважають, що ектоподонтіди були вузькоспеціалізованими опосумами, що харчувалися насінням. Типовий вид Ektopodon serratus описує матеріал, викопаний на місці скам'янілостей озера Нгапакалді в Південній Австралії.